# Черето Кастело
Черето Кастело (итал. Cerreto Castello) је насеље у Италији у округу Бијела, региону Пијемонт.
Према процени из 2011. у насељу је живело 568 становника. Насеље се налази на надморској висини од 255 м.

## Становништво
Према резултатима пописа становништва 2011. у општини је живело 628 становника.
| 1931. | 1936. | 1951. | 1961. | 1971. | 1981. | 1991. | 2001. | 2011. |
| ----- | ----- | ----- | ----- | ----- | ----- | ----- | ----- | ----- |
| 225   | 236   | 252   | 340   | 368   | 378   | 568   | 668   | 628   |